# ホソバアカバナ
ホソバアカバナ（細葉赤花、学名：Epilobium palustre ）は、アカバナ科アカバナ属の多年草。別名、ヤナギアカバナという。

## 特徴
地下に、まれに地表に細長い匍匐枝を伸ばし、対生する鱗片状の葉をまばらにつけ、匐枝の先端に越冬芽をつくる。茎には稜がなく円柱形で、高さは10-80cmになり、全面に短毛が生え、上部には腺毛もあり、ときに上部で枝を分ける。葉は上部の葉を除いて対生し、葉柄が無く、葉身は線形から線状披針形で、長さ1.5-9cm、幅3-15mm、先端は鋭頭になり、短毛が生える。
花期は6-9月。花は茎上部の葉腋から単生する。花の基部に細長くつく花柄状のものは、のちに果実になる子房で短毛がつく。萼は漏斗状になり、萼片は4個あり、裂片は長さ3-5mmの披針形で先端は鋭形になり、外面に毛と腺毛が密につく。花は白色から淡紅色、花弁は4個あり、倒卵形で長さ5-8mmになり先端が2浅裂する。雄蕊は8個あり、そのうち4個が長い。雌蕊の柱頭は倒卵状棍棒形になる。果実は4稜形の細長い蒴果で長さ3-9cmになり、短い白毛があり、先端から裂開する。果柄は長さ1-5cmになる。種子は長さ1-1.5mmの紡錘形で、細かい乳頭状突起があり、白色から淡黄褐色の冠毛状の長い毛（種髪）がつき、風によって飛ばされる。

## 分布と生育環境
日本では、北海道、本州中部地方以北に分布し、湿原に生育する。世界では、中国大陸、インド、カザフスタン、韓国、モンゴル、ネパール、パキスタン、ロシア、中央・北・南西アジア、ヨーロッパ、北アメリカ、グリーンランドに広く分布する。大きさや葉形など変化が多い。

## 名前の由来
和名のホソバアカバナは、「細葉赤花」の意で、葉の形が線形または線状披針形になり、細長いことによる。種小名の palustre は、「沼地を好む」「沼地生の」の意味。

## ギャラリー
- 柱頭が倒卵状棍棒形になる。